# 熊山大桥
熊山大桥（英語：Bear Mountain Bridge）是纽约州的一座收费悬索桥，跨过哈德遜河连接威斯特徹斯特县和羅克蘭縣。
这座桥有两条车道（一条西，一条东），分隔两条黄线。跨度包括桥两侧的人行道。自行车在道路上是合法的。骑自行车者可以在行人走道上行走。